# Abraham Darby (rose)
'‘Abraham Darby’ (appelé aussi ‘Country Darby’) est un cultivar de rosier obtenu par David Austin en 1985, nommé d'après le quaker Abraham Darby. C'est un croisement d'‘Aloha’ (hybride de thé, Boerner 1949) et du floribunda jaune ‘Yellow Cushion’ (Armstrong 1966).

## Description
Il forme un buisson d'un mètre de hauteur avec des rameaux souples qui peuvent s'affaisser. Ses fleurs spectaculaires en coupe sont de couleur rose-pêche aux pétales serrés à l'allure de rose ancienne anglaise. Elles exhalent un parfum sucré et fruité. 'Abraham Darby' fleurit en juin-juillet avec une légère remontée à l'automne.
Cet arbuste supporte le grand froid (-23°).

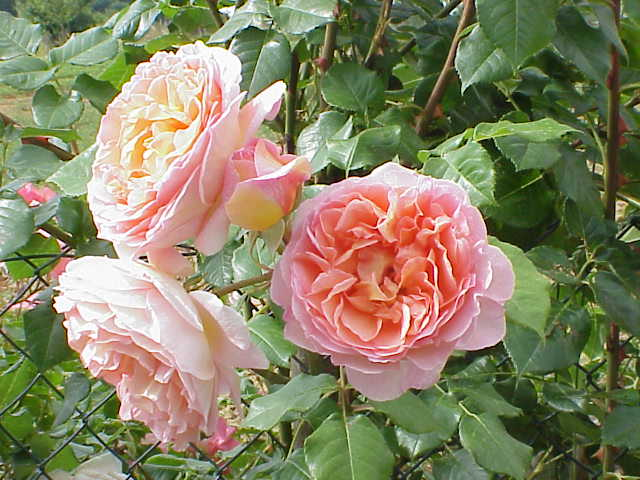
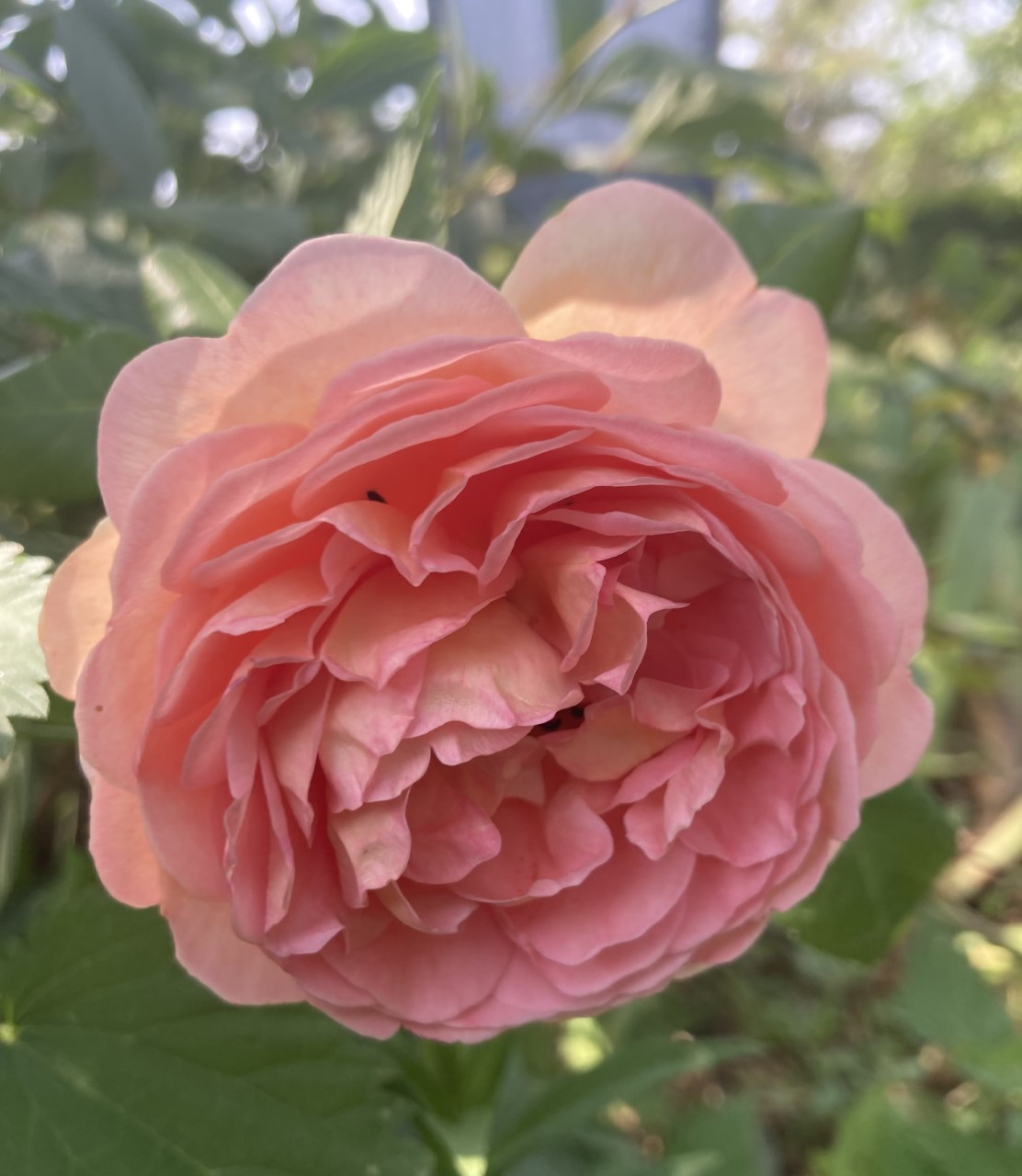

## Descendance
Par croisement avec ‘Graham Thomas’, il a donné naissance à ‘Pat Austin’ (David Austin, 1995).